# برناردو اسکیافینو
برناردو اسکیافینو (ایتالیایی: Bernardo Schiaffino؛ ‏ ۱۶۷۸ – ۶ مهٔ ۱۷۲۵) مجسمه‌ساز ایتالیایی دوران باروک بود که در شهر زادگاهش جنوآ فعالیت داشت. گفته می‌شود او در اثر مالیخولیا (اختلال افسردگی عمده) به‌دنبال مرگ دوست صمیمی‌اش درگذشت. از شاگردان مشهور او می‌توان به فرانچسکو کوئیرولو اشاره کرد.

## نگارخانه

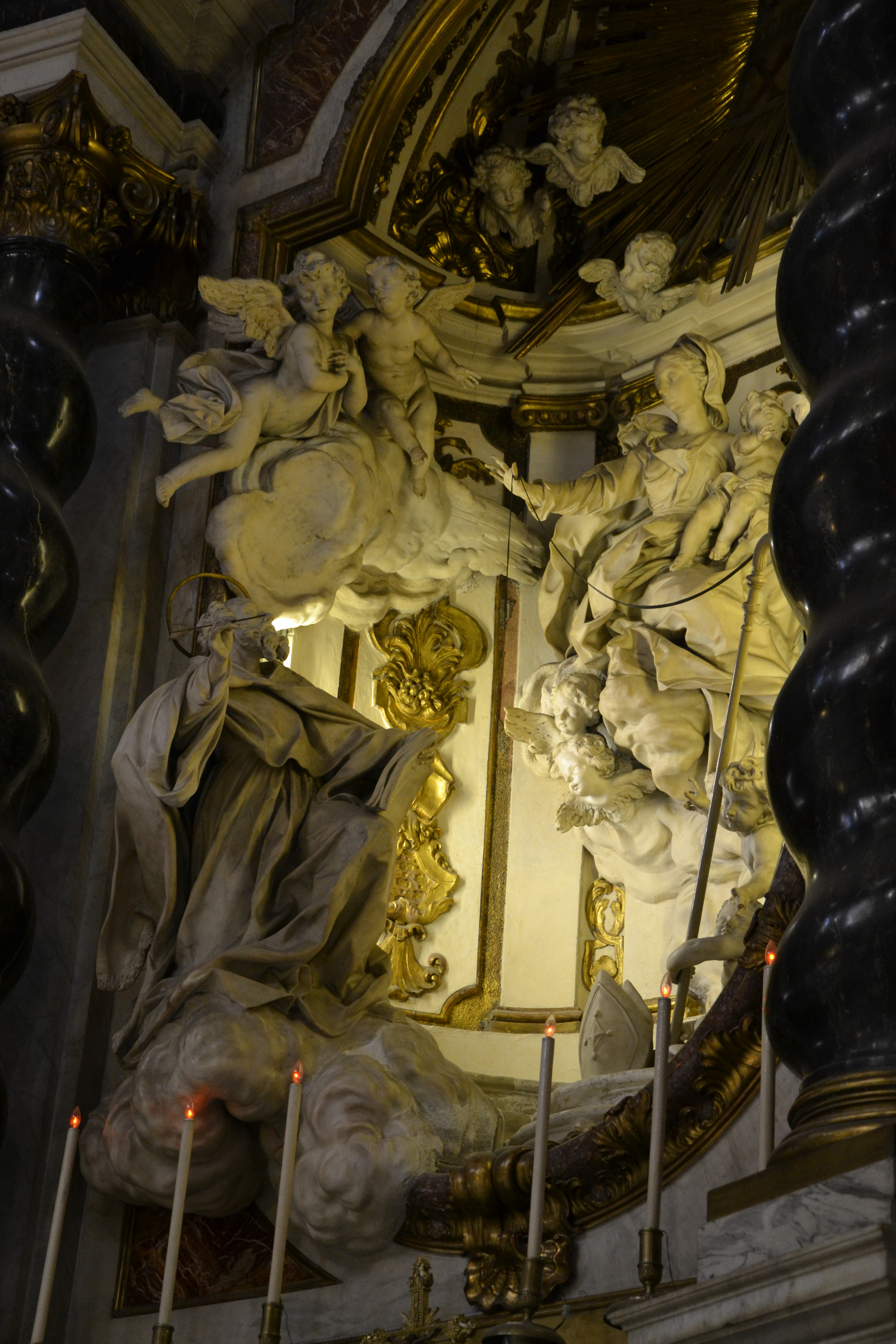
تندیس آگوستین قدیس و مریم مقدس در کلیسای «بانوی تسلی‌بخش ما» در جنوآ
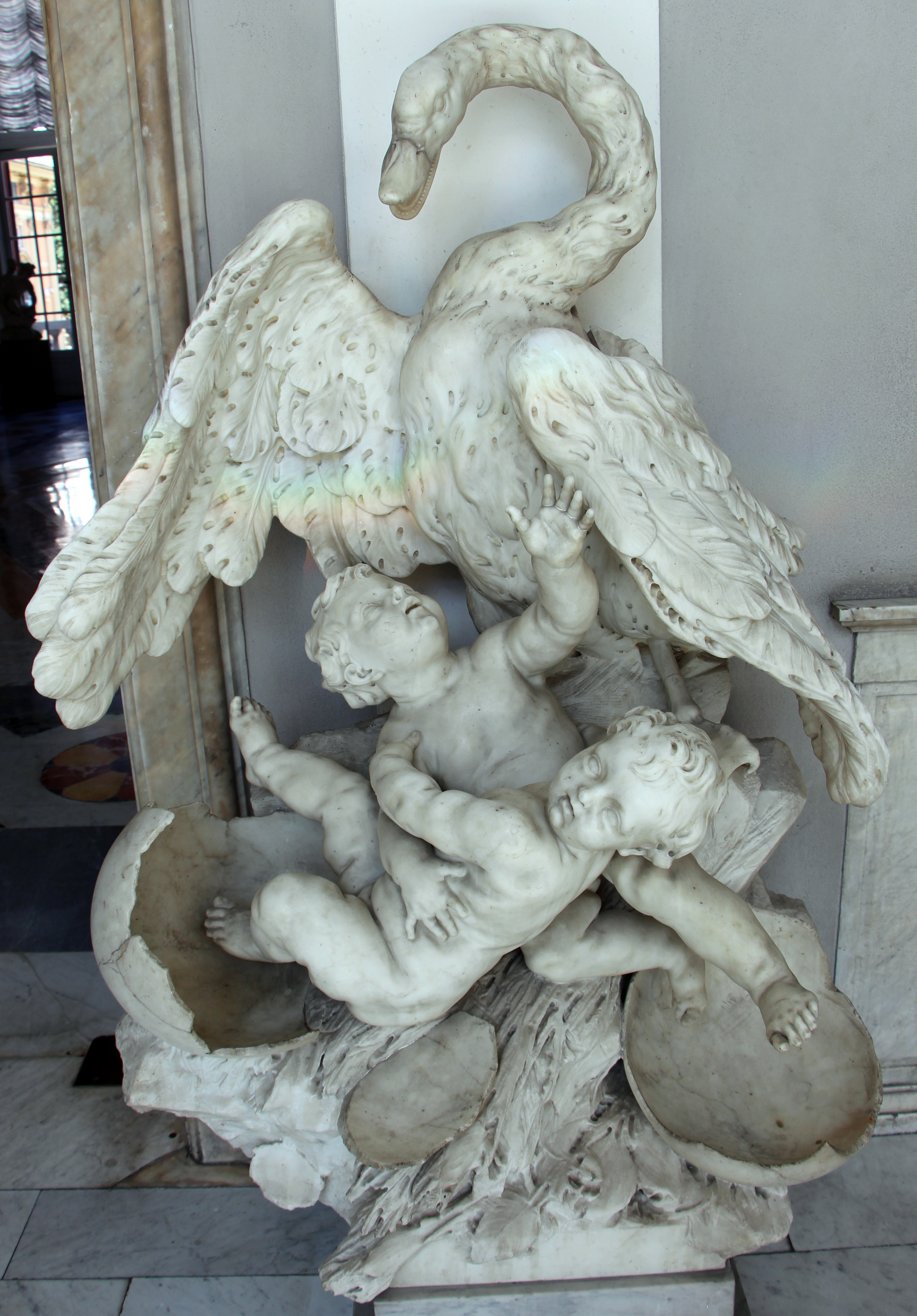
تندیس کاستور و پولوکس در جنوآ